# Prome

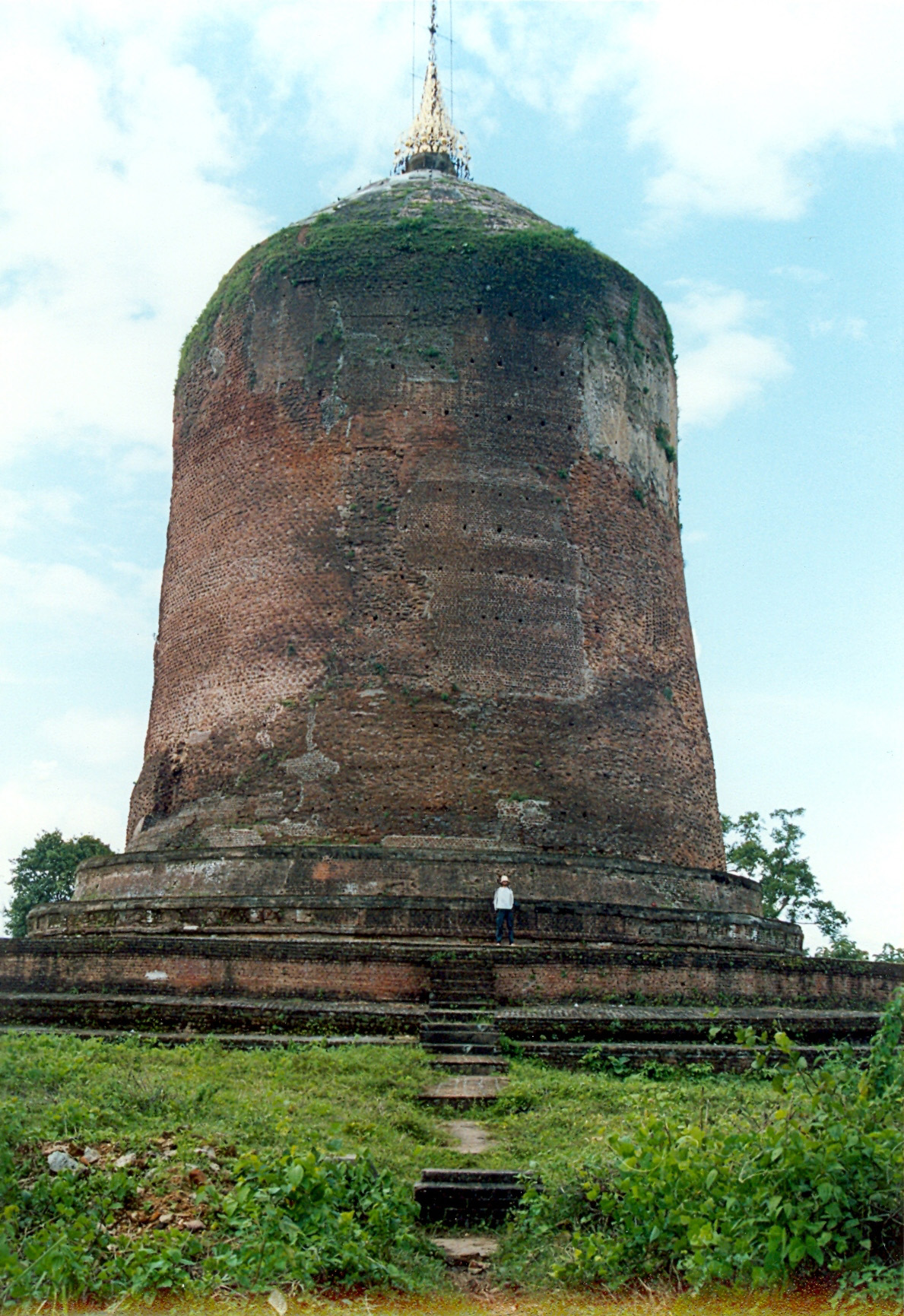
Pagoda Bawbawgyi

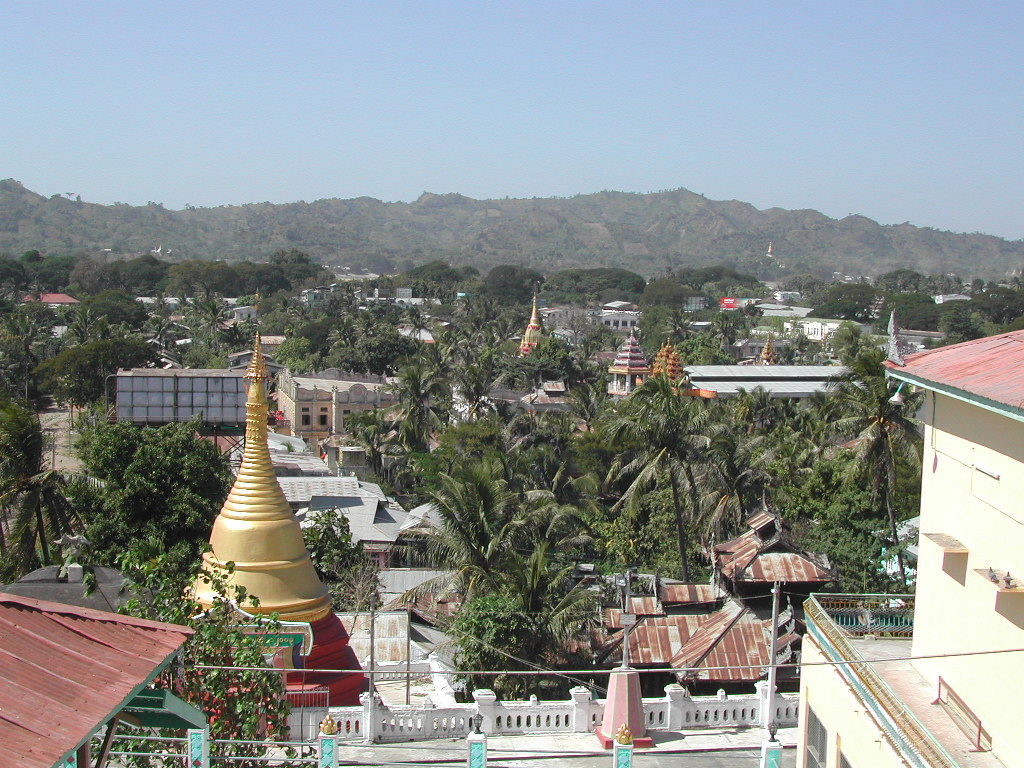
Vista de la ciutat

Prome o Pyay (birmà: ျပည္ၿမိဳ႕, transcrit prany mrui, pronunciat pjì mjo) és una ciutat i municipalitat de la divisió de Bago a Birmània, capital del districte de Prome. La població estimada el 1983 era de 83.000 habitants i el 2001 de 123.800; la població el 1872 era de 31.157 habitants, el 1881 de 28.813, el 1891 de 30.022 i el 1901 de 27.375. Està situada a la riba de l'Irauadi a la unió amb el Nawin, a 260 km al nord-oest de Yangon, a 18° 49′ 01″ N, 95° 13′ 05″ E / 18.81694°N,95.21806°E. La part antiga té els següents barris: Nawin (nord), Ywabe (est), Sinzu (sud) i Shweku i Sandaw al centre.
Inicialment estava situada a un 10 km de la situació actual i fou coneguda com a Tharekhettra i Sri Ksetra, sent destruïda a la meitat del segle xi pel rei Anawratha de Pagan (1044-1077). Reconstruïda més tard a la vora del riu (que potser havia canviat el curs), fou capital de dos regnes independents al segle xiii fins al 1542, quan caigué en mans de Tabinshwehti del Regne de Taungoo, i al final del segle xvii fins al 1740 en què fou ocupada pels talaings (mons) de Pegu; el 1758 va passar als birmans; el 1825 fou ocupada temporalment pels britànics; el 1852 els britànics la van tornar a ocupar (comandant Tarleton) i encara que abandonada fou reocupada poc després pel general Godwin; els fou cedida el 1853. El 1862 fou destruïda pel foc i el 1874 es va crear la municipalitat.